# Andriy Skvaruk
Andriy Skvaruk, en ukrainien : Андрій Скварук, né le 9 mars 1967 à Brodivski, est un athlète ukrainien spécialiste du lancer du marteau.

## Carrière
Vice-champion du monde en 1997, il termine aux Jeux olympiques quatrième en 1996 et dixième en 2000.

### Palmarès
| Date | Compétition               | Lieu     | Résultat | Performance |
| ---- | ------------------------- | -------- | -------- | ----------- |
| 1997 | Championnats du monde     | Athènes  | 2e       | 81,46 m     |
| 1999 | Jeux mondiaux militaires  | Zagreb   | 1er      | 79,76 m     |
| 2000 | Finale du Grand Prix IAAF | Doha     | 1er      | 81,43 m     |
| 2001 | Championnats du monde     | Edmonton | 5e       | 79,93 m     |
| 2002 | Championnats d'Europe     | Munich   | 5e       | 80,15 m     |
| 2003 | Championnats du monde     | Paris    | 4e       | 79,68 m     |

### Records
| Épreuve           | Performance | Lieu         | Date          |
| ----------------- | ----------- | ------------ | ------------- |
| Lancer de marteau | 82,62 m     | Koncha-Zaspa | 27 avril 2002 |